# Västra Husby
Västra Husby, tätort i Söderköpings kommun och kyrkby i Västra Husby socken.

## Ortnamnet
Ortnamnet Västra Husby ska i detta fall relateras till Östra Husby som ligger på Vikbolandet öster om Söderköping.
Ortnamnen Husaby och Husby finns på många ställen i Sverige. Husbyar anses höra till den tidigmedeltida administrativa indelningen och har en jämn spridningsbild i sina respektive områden. De brukar ligga strategiskt i sin bygd, och utgjorde ofta ett slags förråd för närmaste kung, förvaltat av hans Bryte. Andra husbyar i Östergötland är Husbyfjöl (numer Borensberg) och Husby-Vist (idag Vist).

## Befolkningsutveckling
| Befolkningsutvecklingen i Västra Husby 1975–2020 | Befolkningsutvecklingen i Västra Husby 1975–2020 | Befolkningsutvecklingen i Västra Husby 1975–2020 | Befolkningsutvecklingen i Västra Husby 1975–2020 | Befolkningsutvecklingen i Västra Husby 1975–2020 |
| ------------------------------------------------ | ------------------------------------------------ | ------------------------------------------------ | ------------------------------------------------ | ------------------------------------------------ |
|                                                  |                                                  |                                                  |                                                  |                                                  |
| År                                               |                                                  |                                                  | Folkmängd                                        | Areal (ha)                                       |
| 1975                                             | 1975                                             |                                                  | 572                                              |                                                  |
| 1980                                             | 1980                                             |                                                  | 622                                              |                                                  |
| 1990                                             | 1990                                             |                                                  | 564                                              | 39                                               |
| 1995                                             | 1995                                             |                                                  | 534                                              | 39                                               |
| 2000                                             | 2000                                             |                                                  | 534                                              | 39                                               |
| 2005                                             | 2005                                             |                                                  | 518                                              | 39                                               |
| 2010                                             | 2010                                             |                                                  | 486                                              | 39                                               |
| 2015                                             | 2015                                             |                                                  | 488                                              | 54                                               |
| 2020                                             | 2020                                             |                                                  | 508                                              | 54                                               |
| Anm.: Ny tätort 1975                             |                                                  |                                                  |                                                  |                                                  |